# María Irigoyen
María Irigoyen (* 24. Juni 1987 in Buenos Aires) ist eine ehemalige argentinische Tennisspielerin.

## Karriere
Irigoyen, die im Alter von sieben Jahren mit dem Tennissport begann, spielt überwiegend ITF-Turniere. Auf dem ITF Women’s Circuit hat sie bislang 17 Titel im Einzel und 60 im Doppel gewonnen.
Irigoyen spielte im Einzel schon 13-mal die Qualifikation für ein Grand-Slam-Turnier; bislang gelang es ihr nicht, das Hauptfeld zu erreichen. Im Februar 2008 trat sie in Buenos Aires gegen Österreich erstmals für Argentinien im Fed Cup an. Sie konnte 21 ihrer bisherigen 39 Fed-Cup-Partien gewinnen.
Ihren ersten Titel auf der WTA Tour sicherte sie sich 2014 beim Sandplatzturnier in Rio de Janeiro im Doppel. 2015 stand sie dort, wiederum an der Seite von Irina-Camelia Begu, erneut im Finale, das sie diesmal im ersten Satz beim Stande von 0:3 aufgeben mussten. Auch 2016 gelang ihr dort der Finaleinzug, den sie zusammen mit Verónica Cepede Royg aus Paraguay zu ihrem zweiten WTA-Titelgewinn nutzen konnte.
Ihr bislang letztes internationale Turnier spielte Irigoyen im August 2018. Sie wird daher nicht mehr in der Weltrangliste geführt.

## Turniersiege

### Einzel
| Nr. | Datum              | Turnier             | Kategorie   | Belag     | Finalgegnerin           | Ergebnis              |
| --- | ------------------ | ------------------- | ----------- | --------- | ----------------------- | --------------------- |
| 1.  | 24. Juni 2007      | Bukarest            | ITF $10.000 | Sand      | Katerina Awdijenko      | 4:6, 6:1, 6:4         |
| 2.  | 12. August 2007    | Caracas             | ITF $10.000 | Hartplatz | Ana-Clara Duarte        | 6:3, 6:3              |
| 3.  | 2. September 2007  | Santa Cruz          | ITF $10.000 | Sand      | Veronica Spiegel        | 6:3, 7:5              |
| 4.  | 18. November 2007  | Buenos Aires        | ITF $10.000 | Sand      | Andrea Benítez          | 6:1, 6:1              |
| 5.  | 29. März 2009      | Metepec             | ITF $10.000 | Hartplatz | Aranza Salut            | 7:66, 6:1             |
| 6.  | 19. April 2009     | Buenos Aires        | ITF $10.000 | Sand      | Mailen Auroux           | 6:3, 6:4              |
| 7.  | 31. Mai 2009       | Córdoba             | ITF $10.000 | Sand      | Marina Giral Lores      | 6:2, 7:66             |
| 8.  | 7. Juni 2009       | Villa del Dique     | ITF $10.000 | Sand      | Carla Lucero            | 6:1, 6:0              |
| 9.  | 4. Oktober 2009    | Granada             | ITF $25.000 | Hartplatz | Beatriz García Vidagany | 7:5, 2:6, 4:3 Aufgabe |
| 10. | 13. Juni 2010      | Campobasso          | ITF $25.000 | Sand      | Laura Thorpe            | 6:2, 7:65             |
| 11. | 14. August 2011    | Santa Cruz          | ITF $10.000 | Sand      | Andrea Koch-Benvenuto   | 6:2, 6:3              |
| 12. | 18. September 2011 | São José dos Campos | ITF $10.000 | Sand      | Carolina Zeballos       | 6:0, 6:0              |
| 13. | 25. September 2011 | São Paulo           | ITF $10.000 | Sand      | Carla Lucero            | 6:2, 6:3              |
| 14. | 22. Juli 2012      | Campos do Jordão    | ITF $25.000 | Hartplatz | Donna Vekić             | 7:5, 6:0              |
| 15. | 14. Juli 2013      | Campinas            | ITF $25.000 | Sand      | Verónica Cepede Royg    | 6:2, 6:2              |
| 16. | 9. August 2014     | Caracas             | ITF $25.000 | Hartplatz | Harmony Tan             | 6:1, 6:3              |
| 17. | 10. Mai 2015       | Tunis               | ITF $50.000 | Sand      | Cindy Burger            | 6:2, 7:5              |

### Doppel
| Nr. | Datum              | Turnier                 | Kategorie         | Belag     | Partnerin                | Finalgegnerinnen                                  | Ergebnis           |
| --- | ------------------ | ----------------------- | ----------------- | --------- | ------------------------ | ------------------------------------------------- | ------------------ |
| 24. | 11. Juli 2009      | A Coruña                | ITF $25.000       | Hartplatz | Florencia Molinero       | Wesna Manassijewa Ksenija Mileuskaja              | 6:2, 6:4           |
| 26. | 20. März 2010      | Irapuato                | ITF $25.000       | Hartplatz | Florencia Molinero       | Lena Litvak Natalia Ryzhonkova                    | 6:73, 6:2, [10:7]  |
| 27. | 17. April 2010     | Osprey                  | ITF $25.000       | Sand      | Florencia Molinero       | Madison Brengle Asia Muhammad                     | 6:1, 7:63          |
| 28. | 25. September 2010 | Foggia                  | ITF $25.000       | Sand      | Florencia Molinero       | Estrella Cabeza Candela Laura Pous Tió            | 6:2, 6:2           |
| 30. | 12. Juni 2011      | Campobasso              | ITF $25.000       | Sand      | Mailen Auroux            | Ani Mijacika Irena Pavlovic                       | 6:2, 3:6, [13:11]  |
| 35. | 6. November 2011   | Asunción                | ITF $10.000       | Sand      | Mailen Auroux            | Tatiana Búa Luciana Sarmenti                      | 6:3, 4:6, [10:5]   |
| 36. | 13. November 2011  | Asunción (2)            | ITF $10.000       | Sand      | Mailen Auroux            | Ulrikke Eikeri Andrea Gámiz                       | 6:1, 2:6, [10:5]   |
| 37. | 4. Dezember 2011   | Rosario                 | ITF $25.000       | Sand      | Mailen Auroux            | Inés Ferrer Suárez Richèl Hogenkamp               | 4:6, 6:1, [10:7]   |
| 38. | 11. Dezember 2011  | Buenos Aires (4)        | ITF $25.000       | Sand      | Mailen Auroux            | Teliana Pereira Vivian Segnini                    | 6:1, 6:3           |
| 39. | 12. Februar 2012   | Riviera de São Lourenço | ITF $25.000       | Hartplatz | Mailen Auroux            | Verónica Cepede Royg Florencia Molinero           | 6:3, 6:1           |
| 40. | 29. April 2012     | Caracas                 | ITF $25.000       | Hartplatz | Mailen Auroux            | Verónica Cepede Royg Adriana Pérez                | 6:4, 6:3           |
| 41. | 1. Juni 2012       | Périgueux               | ITF $25.000       | Sand      | Mailen Auroux            | Leticia Costas Inés Ferrer Suárez                 | 6:1, 6:2           |
| 42. | 8. Juli 2012       | Versmold                | ITF $50.000       | Sand      | Mailen Auroux            | Elena Bogdan Réka Luca Jani                       | 6:1, 6:4           |
| 43. | 29. Juli 2012      | São José do Rio Preto   | ITF $25.000       | Sand      | Mailen Auroux            | Aranza Salut Carolina Zeballos                    | 6:1, 7:61          |
| 44. | 9. September 2012  | Mestre                  | ITF $50.000       | Sand      | Mailen Auroux            | Réka Luca Jani Teodora Mirčić                     | 5:7, 6:4, [10:8]   |
| 45. | 2. Dezember 2012   | Santiago                | ITF $25.000       | Sand      | Mailen Auroux            | Paula Cristina Gonçalves Roxane Vaisemberg        | 6:4, 6:2           |
| 46. | 20. Juli 2013      | Campos do Jordão        | ITF $25.000       | Hartplatz | Paula Cristina Gonçalves | María Fernanda Álvarez Terán Maria Fernanda Alves | 7:5, 6:3           |
| 49. | 20. Oktober 2013   | Rock Hill               | ITF $25.000       | Hartplatz | Mariana Duque Mariño     | Allie Kiick Asia Muhammad                         | 4:6, 7:65, [12:10] |
| 50. | 6. Dezember 2013   | Mérida                  | ITF $25.000       | Hartplatz | Hsu Chieh-yu             | Hilda Melander Rebecca Peterson                   | 6:4, 5:7, [10:6]   |
| 51. | 14. Dezember 2013  | Santiago de Chile       | ITF $25.000       | Sand      | Verónica Cepede Royg     | Cecilia Costa Melgar Daniela Seguel               | 2:6, 6:4, [10:5]   |
| 52. | 17. Februar 2014   | Rio de Janeiro          | WTA International | Sand      | Irina-Camelia Begu       | Johanna Larsson Chanelle Scheepers                | 6:2, 6:0           |
| 53. | 5. April 2014      | Medellín                | ITF $50.000       | Sand      | Irina-Camelia Begu       | Monique Adamczak Marina Shamayko                  | 6:2, 7:62          |
| 54. | 17. Mai 2014       | Saint-Gaudens           | ITF $50.000       | Sand      | Verónica Cepede Royg     | Sharon Fichman Johanna Konta                      | 7:5, 6:3           |
| 55. | 27. September 2014 | Las Vegas               | ITF $50.000       | Hartplatz | Verónica Cepede Royg     | Asia Muhammad Maria Sanchez                       | 6:3, 5:7, [11:9]   |
| 56. | 9. Mai 2015        | Tunis                   | ITF $50.000       | Sand      | Paula Kania              | Julie Coin Stéphanie Foretz                       | 6:1, 6:3           |
| 57. | 13. Juni 2015      | Padua                   | ITF $25.000       | Sand      | Barbora Krejčíková       | Réka Luca Jani Paula Ormaechea                    | 6:4, 6:2           |
| 58. | 20. Juni 2015      | Montpellier             | ITF $50.000       | Sand      | Barbora Krejčíková       | Laura Siegemund Renata Voráčová                   | 6:4, 6:2           |
| 59. | 10. Oktober 2015   | Tampico                 | ITF $50.000       | Hartplatz | Barbora Krejčíková       | Verónica Cepede Royg Marina Melnikowa             | 7:5, 6:2           |
| 60. | 20. Februar 2016   | Rio de Janeiro          | WTA International | Sand      | Verónica Cepede Royg     | Tara Moore Conny Perrin                           | 6:1, 7:65          |
| 61. | 14. Juli 2017      | Budapest                | ITF $100.000      | Sand      | Mariana Duque Mariño     | Aleksandra Krunić Nina Stojanović                 | 7:63, 7:5          |
| 62. | 23. September 2017 | Tampico                 | ITF $100.000      | Hartplatz | Caroline Dolehide        | Kaitlyn Christian Giuliana Olmos                  | 6:4, 6:4           |